# Peter von Matt
Peter von Matt, né le 20 mai 1937 à Lucerne et mort le 21 avril 2025 à Zurich,,, est un critique littéraire et écrivain suisse.

## Biographie
Peter von Matt grandit à Stans, dans le canton de Nidwald. Il étudie la philologie allemande, la philologie anglaise et l’histoire de l’art à l’Université de Zurich et à Nottingham. En 1964, il obtient son doctorat sur Franz Grillparzer sous la direction d’Emil Staiger. En 1970, il obtient son habilitation avec une thèse sur E. T. A. Hoffmann.
De 1971 à 1976 il est professeur-assistant et puis, de 1976 à 2002, professeur ordinaire de littérature allemande moderne à l’université de Zurich. En 1980, il est professeur invité à l’université de Stanford en Californie et, en 1992/1993, Fellow au Wissenschaftskolleg zu Berlin.
Peter von Matt était un ami proche de Max Frisch. Avec Siegfried Unseld, Peter Bichsel et Adolf Muschg, il est cofondateur de la Fondation Max Frisch, initiée par Max Frisch en 1979, qu’il préside de 1979 à 2013.
Il est un Européen convaincu qui interpelle régulièrement la conscience de ses concitoyens.  Il a notamment publié deux recueils d'essais traduits en français : Sang d'encre. Voyage dans la Suisse littéraire et politique (2005) et La poste du Gothard ou les états d'âme d'une nation: promenades dans la Suisse littéraire et politique (2015).
Dans ses ouvrages plus spécialisés, ce professeur de littérature allemande moderne explore les chefs-d'œuvre de la littérature mondiale sous un angle original. Il a également consacré des livres à des thèmes inattendus, tels que les « erreurs familiales » en littérature ou le « baiser ».[réf. nécessaire]
Figure marquante du monde littéraire germanophone et conférencier recherché, il ne se considérait pourtant pas comme un écrivain. L’écriture était pour lui « un calvaire », confiait-il à l’agence dpa pour ses 80 ans. « Le pupitre est un chevalet de torture », avouait-il.  Au cours de sa carrière, il a reçu de nombreuses distinctions, parmi lesquelles le prix européen de l’essai Charles-Veillon en 2002, le prix Heinrich-Mann en 2006, le prix suisse du livre 2012 et le prix Goethe en 2014.

## Œuvres traduites en français
- Fils dévoyés, filles fourvoyées. Les Désastres familiaux dans la littérature [« Verkommene Söhne, missratene Töchter »], trad. de Nicole Casanova, Paris, Éditions de la Maison des sciences de l’homme, 1998, 445 p.  (ISBN 2-7351-0762-0)
- Sang d'encre. Voyage dans la Suisse littéraire et politique [« Die tintenblauen Eidgenossen »], trad. de Colette Kowalski, Carouge-Genève, Suisse, Éditions Zoé, coll. « CH », 2005, 349 p.  (ISBN 2-88182-538-9)
- La poste du Gothard ou les états d’âme d’une nation [« Das Kalb vor der Gotthardpost »], trad. de Lionel Felchlin, Éditions Zoé, Carouge-Genève, 2015, 474 p.  (ISBN 978-2-88182-948-2)
- Don Quichotte chevauche par-delà les frontières. L’Europe comme espace d’inspiration, trad. de Lionel Felchlin, Éditions Zoé, Carouge-Genève, 2017, 64 p.  (ISBN 978-2-88927-384-3)
- Sept baisers. Bonheur et malheur en littérature [« Sieben Küsse »], trad. de Lionel Felchlin, Alma, éditeur. Paris, 2019, 294 p.  (ISBN 978-2-36279-441-4)